# Benjamin Ferencz
Benjamin Berell Ferencz (Nagysomkút, 11 maart 1920 – Boynton Beach (Florida), 7 april 2023) was een Amerikaans jurist van Zevenburgse herkomst. Hij was hoofdaanklager van het Einsatzgruppen-proces na afloop van de Tweede Wereldoorlog. Meerdere decennia zette hij zich in voor het Internationaal Strafhof. Hij werd meermaals internationaal onderscheiden.

## Jeugd en Tweede Wereldoorlog
Tien maanden nadat Benjamin Ferencz in een klein dorp in comitaat Szatmár werd geboren, emigreerde het gezin naar de Verenigde Staten. Het gebied waar hij woonde had Oostenrijk-Hongarije na afloop van de Eerste Wereldoorlog aan Koninkrijk Roemenië moeten afstaan. Zijn gezin vluchtte als deel van een groep Hongaarse Joodse minderheden. Hij groeide op in de wijk Hell's Kitchen in de Lower East Side van Manhattan (New York). In 1943 studeerde hij af aan de Harvard Law School. Gedurende zijn studie internationaal recht had hij zich gespecialiseerd in het onderzoeken van oorlogsmisdaden.
Vervolgens deed hij dienst op verschillende locaties in Europa tijdens de Tweede Wereldoorlog, eerst als militair in een artilleriebataljon waarmee hij enkele dagen na D-Day aan land ging op Omaha Beach. Als lid van het nieuw opgerichte War Crimes Branche van het Amerikaanse leger verzamelde hij bewijsmateriaal voor oorlogsmisdaden van Duitsers. Het door hem verzamelde bewijsmateriaal werd gebruikt bij Amerikaanse processen tegen concentratiekamppersoneel en Duitsers die beschuldigd werden van het lynchen van Amerikaanse piloten. Eind 1945 nam hij afscheid van het leger met de rang van sergeant.

## Einsatzgruppen-proces

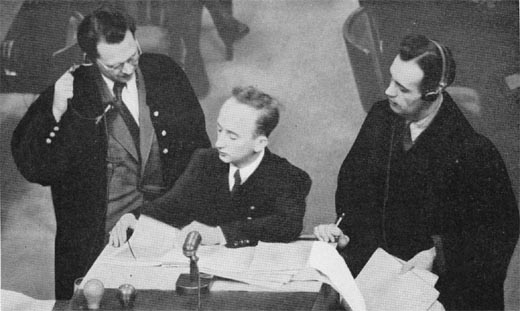
Benjamin Ferencz (midden) tijdens het Einsatzgruppen-proces (1947–48)

Ferencz keerde terug naar New York en werd kort erop door het Pentagon als burger met de privileges van een kolonel gerekruteerd om bewijsmateriaal te vinden voor zaken van het proces van Neurenberg. Vervolgens werd hij in 1947 benoemd tot hoofdaanklager van een van de Amerikaanse vervolgprocessen in Neurenberg, het Einsatzgruppen-proces genaamd. Einsatzgruppen waren paramilitaire doodseskaders aan het Oostfront, hadden als opdracht om iedere Jood, man, vrouw of kind- die men kon vinden, te doden. Hun mandaat strekte zich uit tot zigeuners en andere veronderstelde vijanden van het Reich. De Einsatzgruppen pleegden zeker meer dan een miljoen moorden op buitengewoon wrede wijze; desalniettemin werden de leden tot op dat moment niet in enig proces vervolgd.
Alle 24 aangeklaagden, uitgezonderd twee die tussentijds afvielen, werden uiteindelijk veroordeeld. Vier van hen, waaronder Paul Blobel en hoofdaangeklaagde Otto Ohlendorf werden op 7 juni 1951 in de gevangenis van Landsberg am Lech ter dood gebracht aan de galg.
Na afloop van het Einsatzgruppen-proces opereerde Ferencz voortaan als burger op het niveau van een brigadegeneraal. Hij hield zich in de Amerikaanse bezettingszone en later in de Bondsrepubliek bezig met de organisatie van de restitutie van door de nazi's geroofde Joodse eigendommen en het coördineren van schadeclaims aan de Bondsrepubliek van nazislachtoffers.

## Definitieve terugkeer naar de Verenigde Staten
In 1956 keerde hij definitief terug naar de Verenigde Staten. Hij werkte daar als advocaat, schreef boeken over zijn vakgebied en hij doceerde aan de Pace-universiteit in New York.
In 2009 werd Ferencz samen met Antonio Cassese onderscheiden met een Erasmusprijs. Een jaar later werd hij onderscheiden met een Grootkruis in de Orde van Verdienste van de Bondsrepubliek Duitsland.

## Huldeblijken

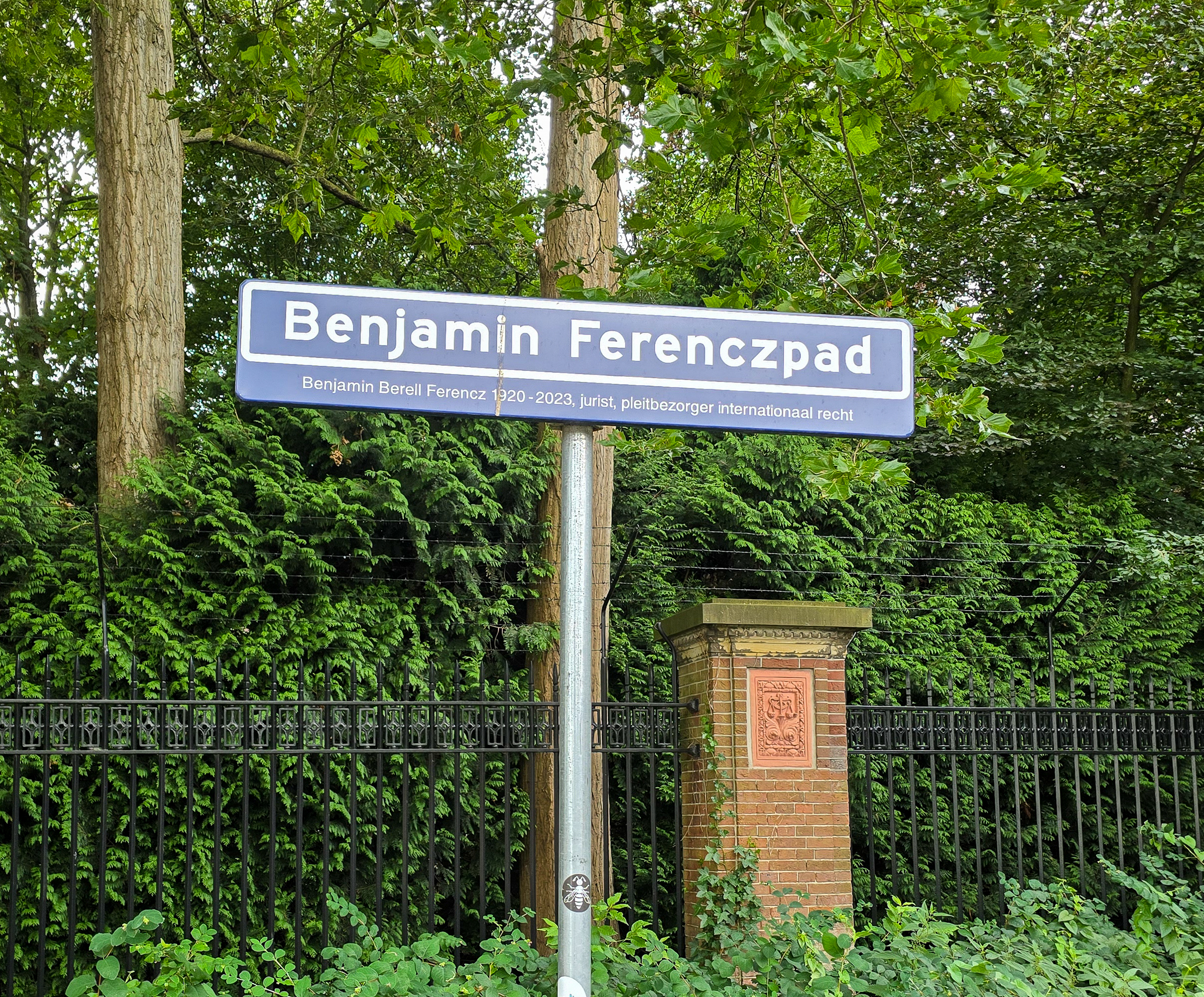
Benjamin Ferenczpad

In april 2017 maakte het gemeentebestuur van Den Haag bekend dat de stad Benjamin Ferencz wilde eren door het voetpad bij het Vredespaleis naar hem, als een van de boegbeelden van het internationale recht, het "Benjamin Ferenczpad" te noemen.
Loco-burgemeester Saskia Bruines (Internationale aangelegenheden) reisde af naar Washington om het straatnaambord symbolisch te overhandigen aan Ferencz. Het bord werd op 15 mei 2017 ter plaatse onthuld door de 97-jarige Ferencz en loco-burgemeester Bruines in gezelschap van een groep leerlingen van de plaatselijke "Duinoord School", die werkte aan een project over mensenrechten.

## Privé
Gedurende zijn tijd in Duitsland kregen Ferencz en zijn echtgenote Gertrude, met wie hij in 1946 trouwde, vier kinderen. Zijn zoon hielp hem bij zijn voortdurende zucht naar wereldvrede.
Zijn lijfspreuk was Law, Not War. (Recht, Geen Oorlog). In 2019 uitte hij kritiek op president Donald Trump.
Op 7 april 2023 overleed Ferencz op 103-jarige leeftijd.